# Zwarte Honderden

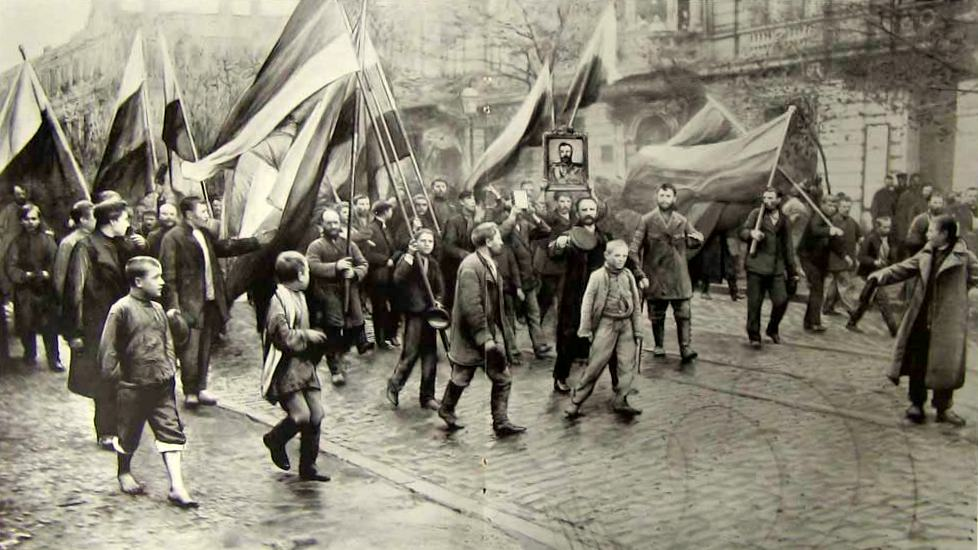
Leden van de Zwarte Honderden demonstreren gedurende de Revolutie van 1905.

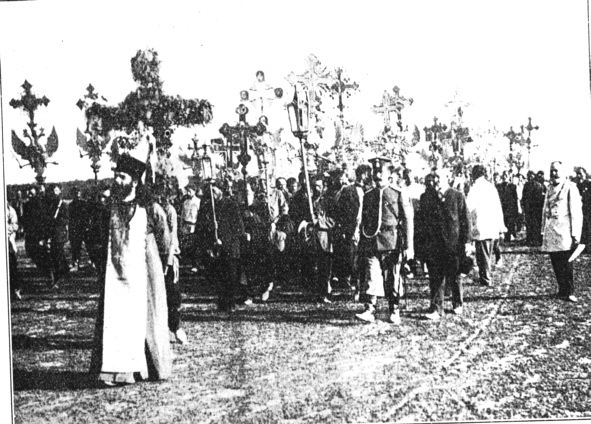
Processie van de Zwarte Honderden in 1907.

De Zwarte Honderden (Russisch: Чёрная сотня, Tschornaja sotnja) waren leden van verschillende radicale nationalistische monarchistische groepen in het Russische Keizerrijk die ontstonden tijdens de Revolutie van 1905 en die tot 1917 actief waren. Deze organisaties steunden de Russische autocratie en de Russisch-Orthodoxe Kerk en pleegden geweld tegen joden, separatisten, democraten, liberalen en socialisten. De Zwarte Honderden organiseerden tal van Jodenvervolgingen.

## Organisatie
De groepen van Zwarte Honderden ontstonden tijdens de Revolutie van 1905 om de absolute monarchie te beschermen tegen de liberale pers en de socialistische revolutionairen. De Zwarte Honderden waren georganiseerd in verschillende organisaties, zoals de Unie van het Russische Volk, Unie van Russen, Russische monarchistische partij en Unie van Aartsengel Michaël. Er werden vier nationale congressen georganiseerd waar de verschillende groepen bijeenkwamen en in 1906 werd een nationaal bestuur gekozen.
De grootste organisatie van de Zwarte Honderden was de Unie van het Russische Volk. Eind 1906 had de Unie ongeveer 300.000 leden. Tsaar Nicolaas II steunde de Bond van het Russische Volk door de levering van geld en wapens. De marsen van het Zwarte Honderden waren in de vorm van religieuze processies met kruizen, religieuze iconen en portretten van de tsaar. Bekende leden waren onder andere Aleksandr Dubrovin, Johannes van Kronstadt, Vladimir Poerisjkevitsj en bisschop Hermogenes.

## Geweld
Verschillende bijeenkomsten van de Unie liepen uit op geweld tegen Joden, voornamelijk in 1906, bijvoorbeeld in de steden Gomel, Jalta, Białystok en Odessa. De eerste twee weken na de afkondiging van het Oktobermanifest waren er 690 pogroms met ongeveer 3000 dodelijke slachtoffers. In Odessa hielpen politieagenten mee met de Zwarte Honderden bij het geweld tegen Joden met ongeveer 800 doden en 5000 gewonden tot gevolg. Leden van de Zwarte Honderden vermoordden de liberale parlementsleden Grigori Iollos en Michail Herzenstein in 1906. De Zwarte Honderden hadden een groot aandeel in de Bejlis-affaire.
In 1914 – na het begin van de Eerste Wereldoorlog – werden bendes van de Zwarte Honderden door de politie aangemoedigd om processies door arbeidersbuurten te houden onder het zingen van “God behoede de tsaar” en iedereen die niet zijn hoed afzette bij de processie werd mishandeld.

## Neergang
Interne conflicten zorgden in de periode 1908-1910 voor verschillende afsplitsingen bij de organisaties. Na de Februarirevolutie werden de overgebleven organisaties van de Zwarte Honderden verboden. Na de Oktoberrevolutie namen verschillende leden dienst in de Witte Beweging, hoewel hun invloed ten opzichte van liberalen en gematigde conservatieven klein was.